# Serule
Serule é uma vila no Distrito Central do Botswana. Ela está localizada ao longo da estrada de ferro entre Francistown e Palapye, e é um importante entroncamento ferroviário. A população era de 3 241 no censo de 2011.